# 태평양 표준시
| UTC−03:30 | 뉴펀들랜드 표준시 (†서머 타임일 때는 UTC−02:30) |
| UTC−04:00 | 대서양 표준시 (†서머 타임일 때는 UTC−03:00)     |
| UTC−05:00 | 동부 표준시 (†서머 타임일 때는 UTC−04:00)       |
| UTC−06:00 | 중부 표준시 (†서머 타임일 때는 UTC−05:00)       |
| UTC−07:00 | 산악 표준시 (†서머 타임일 때는 UTC−06:00)       |
| UTC−08:00 | 태평양 표준시 (†서머 타임일 때는 UTC−07:00)     |
| UTC−09:00 | 알래스카 표준시 (†서머 타임일 때는 UTC−08:00)   |
| UTC−10:00 | 하와이-알류신 표준시                            |

| UTC+10:00 | 차모로 표준시 |
| UTC−11:00 | 사모아 표준시 |

태평양 표준시(太平洋標準時, Pacific Time Zone)는 협정 세계시보다 8시간 늦은 시간대이다. 서경 120도 지역을 기준으로 한다. 서머 타임을 적용하게 되면 협정 세계시와의 차이는 7시간이 된다.

## 미국
- 캘리포니아주
- 워싱턴주
- 오리건주 (맬히어 제외)
- 네바다주 (웨스터 웬도버, 잭팟 제외)
- 아이다호주 북부

애리조나주는 산악 표준시(UTC-7)에 속하지만 서머 타임을 실시하지 않기 때문에 태평양 표준시에서 서머 타임을 실시하면 같은 시간대가 된다.

## 캐나다
- 브리티시컬럼비아주 (일부지역 제외)
- 유콘 준주
- 노스웨스트 준주 텅스텐 지역

## 멕시코
- 바하칼리포르니아주